# Aire urbaine de Saint-Affrique
L'aire urbaine de Saint-Affrique est une aire urbaine française centrée sur les deux communes de l'unité urbaine de Saint-Affrique (Aveyron). Composée de trois communes, elle comptait 9 592 habitants en 2016.

## Composition selon la délimitation de 2010
| Nom                    | Code Insee | Statut | Superficie (km2) | Population (dernière pop. légale) | Densité (hab./km2) |
| ---------------------- | ---------- | ------ | ---------------- | --------------------------------- | ------------------ |
| Saint-Affrique (siège) | 12208      |        | 110,96           | 7 924 (2022)                      | 71                 |
| Saint-Jean-d'Alcapiès  | 12229      |        | 8,62             | 223 (2022)                        | 26                 |
| Vabres-l'Abbaye        | 12286      |        | 41,36            | 1 209 (2022)                      | 29                 |

## Évolution démographique
L'évolution démographique ci-dessous concerne l'unité urbaine selon le périmètre défini en 2010.
| 1968  | 1975  | 1982  | 1990  | 1999  | 2009  | 2014  | 2015  | 2016  |
| ----- | ----- | ----- | ----- | ----- | ----- | ----- | ----- | ----- |
| 8 535 | 9 073 | 9 467 | 9 042 | 8 755 | 9 652 | 9 693 | 9 677 | 9 592 |